# Einar Wrååk
Einar Viktor Wrååk, född 17 september 1886 i Östersund, död 24 juli 1961 i Lund, var en svensk målare, tecknare grafiker, ciselör och teckningslärare.
Han var son till lektorn Peter Olsson och Eva Augusta Perman och från 1915 gift med Ingeborg Paulson. Wrååk studerade vid Högre konstindustriella skolan i Stockholm 1907–1910 samt genom självstudier under vistelser i Hamburg och Dresden 1909–1910. Han tjänstgjorde som lärare vid Halmstads tekniska yrkesskola 1911–1915 och därefter vid Halmstads läroverk innan han anställdes som teckningslärare vid Lunds folkskoleseminarium 1919. Dessutom undervisade han under flera år vid olika tekniska aftonskolor. Separat ställde han ut några gånger i Arboga och han var en flitig utställare i Lunds Konstnärsgilles årliga utställningar. Han medverkade i Konstnärsgruppen 1947:s vårutställning i Malmö och Malmö konstförenings  utställningar i Malmö. Bland hans offentliga arbeten märks ett flertal konstsmiden som han formgav för Svenska slöjdföreningen. Hans konst består av landskapsskildringar från Bohuslän och Skåne, porträtt, stilleben utförda i olja, pastell akvarell, träsnitt, etsning, monotypi samt teckningar.